# Erna Stahl
Erna Stahl (Amburgo, 15 febbraio 1900 – Amburgo, 13 giugno 1980) è stata una pedagoga e antifascista tedesca, attivista del gruppo di Amburgo della Rosa Bianca.

## Vita
Erna Stahl fu educata nei suoi primi anni di vita dal padre, un violinista della classe operaia, che si occupava di organizzare concerti a  St. Pauli. Già dalla prima giovinezza Erna mostrò un vivo interesse per il teatro e la letteratura. Dopo aver frequentato una scuola privata per ragazze, iniziò un addestramento professionale per diventare maestra che però abbandonò poco dopo per accreditarsi come uditrice all'Università di Amburgo. In questi anni conobbe anche il pastore evangelico Wilhelm Heydorn che aiutò, in un gruppo con altre ragazze, nelle sue funzioni sociali.
Nell'intenzione di ottenere i requisiti per studiare a tempo pieno all'Università frequentò per 6 mesi dal 1923 al 1924 il "Lyzeum an der Hansastraße" oggi conosciuto come Helene-Lange-Gymnasium. Dopo il diploma decise di continuare gli studi in tedesco, storia, storia dell'arte e filosofia per i quali ottenne anche una borsa di studio. In questi anni ebbe un intenso scambio culturale sulla antroposofia con il suo fidanzato, diventato successivamente anche un suo collega alla Lichtwarkschule. L'otto marzo 1930 passò l'esame di pedagogia per poter insegnare alla Lichtwarkschule.
La sua carriera di insegnante fu una cassa di risonanza per le sue iniziative sul teatro e sulla letteratura. In questi primi anni insegnò tra l'altro a Helmut Schmidt, diventato successivamente cancelliere della Repubblica Federale Tedesca e alla sua futura moglie Loki Schmidt. Nel 1935 Erna fu trasferita, a seguito di un provvedimento disciplinare, in una scuola per ragazze a Hamburg-Fuhlsbüttel. La ragione ufficiale del governo nazista furono gli incontri privati intrattenuti con Ida Eberhardt, professoressa di biologia già sotto osservazione dalla Gestapo. In qualsiasi caso mantenne stretti contatti con i suoi studenti della Lichtwarkschule, e in particolare con Heinz Kucharski, la sua fidanzata Margaretha Rothe e Traute Lafrenz. Da questi stretti contatti nacque nel biennio 1935 1936, un circolo di lettura segreto e antifascista che pose le basi per il gruppo di Amburgo della Rosa Bianca.
Il 4 dicembre 1943 la Stahl fu arrestata dalla Gestapo, assieme ad altri attivisti antifascisti e membri della Rosa bianca. Dopo vari trasferimenti da prigione a prigione, dove subì mesi di confinamento solitario, il 22 febbraio 1945 fu condannata a morte per alto tradimento, cospirazione e contaminazione della gioventù (nello stesso processo in cui furono condannati a morte Heinz Kucharski e Margaretha Rothe. Riuscì comunque a scampare alla morte grazie alla liberazione della città il 14 aprile 1945 dalle truppe americane.

## Onorificenze
Il 3 dicembre 1987 è stato eretto in suo onore e in quello di Margaretha Rothe un monumento nel giardino delle Donne ad Amburgo. Numerose vie e piazze sono inoltre dedicate alla sua persona.

## Libri
- Erna Stahl, Jugend im Schatten von gestern. Aufsätze Jugendlicher zur Zeit. Köhler Verlag, Amburgo 1948.
- Erna Stahl, Im Kreislauf des Jahres. Ein Lesebuch für Oberschulen, Köhler Verlag, Amburgo 1946 ff [Mehrbändiges Lesewerk].
- Erna Stahl, Ein Bild der Lichtwarkschule, [Amburgo 1975].